# Aeolus pictus
Aeolus pictus là một loài bọ cánh cứng trong họ Elateridae. Loài này được Steinheil miêu tả khoa học vào năm 1874.